# Baekje
Baekje o Paekche (백제?, 百濟?) (ottobre 18 a.C. – agosto 660 d.C.) fu un regno sorto nel sud ovest della penisola di Corea. Fu uno dei tre regni di Corea, assieme al regno di Shilla e Goguryeo. Secondo alcune fonti, il popolo di Baekje proveniva dall'allora stato di Buyeo, l'odierna Manciuria, nel III secolo d.C., durante il periodo della caduta di Gojoseon. Anche il popolo del regno Goguryeo rivendica le sue origini da Buyeo, che effettivamente conquistò.
Baekje fu fondato da Onjo, figlio di Jumong, fondatore dello stato di Goguryeo, territorio in cui si trova oggi Seul. All'apice della sua potenza, nel IV secolo, il regno di Baekje controllava la maggior parte dell'ovest della penisola coreana, e si estendeva a nord fino a Pyongyang. Fu sconfitto nel 660 dall'alleanza di Silla con gli imperatori cinesi della dinastia Tang, divenendo parte del regno unito di Silla.
Baekje originariamente si chiamava Sipje, e solo più tardi venne chiamato Baekje.

## Storia

### Fondazione
In accordo con quanto scritto nel Samguk Sagi, Baekje fu fondata nel 18 a.C. da Re Onjo, un sovrano che ha guidato il suo popolo da Goguryeo verso il fiume Han, nella Corea del sud-ovest. Secondo gli annali cinesi San Guo Zhi, durante il periodo Samhan, uno dei capoluoghi della confederazione Mahan sul fiume Han prendeva il nome di Baekje.
Il Samguk Sagi ci fornisce una dettagliata storia sulla fondazione di Baekje. Jumong aveva lasciato il territorio di Buyeo al figlio Yuri quando si stabilì nel nuovo regno di Goguryeo. Qui Jumong divenne Re Dongmyeong, ebbe due figli, Onjo e Biryu, da una nuova regina. Quando Yuri più tardi giunse a Goguryeo, Jumong prontamente lo nominò principe ereditario. Rendendosi conto che Yuri sarebbe divenuto il prossimo Re, Onjo e Biryu decisero di emigrare a sud con il loro popolo e dieci vassalli.
Onjo si insediò a Wiryeseong (l'odierna Seul), è chiamò la sua terra Sipje (significato "Dieci Vassalli"), mentre Biryu si insediò a Michuhol (l'odierna Incheon), contro il parere dei vassalli. Le acque salate e le paludi nel Michuhol resero l'insediamento difficile, mentre le genti di Wiryeseong vivevano prosperosamente. Vergognandosi di ciò, Biryu si suicidò, ed il suo popolo si spostò a Wiryeseong, dove Re Onjo dette loro il benvenuto e rinominò la sua terra Baekje ("Cento Vassalli").
Re Onjo spostò la capitale dal sud al nord del fiume Han, e poi di nuovo a sud, probabilmente entrambi i luoghi nel territorio dell'odierna Seul, su pressione degli stati Mahan. Secondo alcune fonti, Re Gaeru spostò la capitale nella fortezza sulle montagne Bukhan nel 132, probabilmente l'odierna Gwangju, a sudest di Seul.
Durante i primi secoli dell'era volgare, nel periodo dei Proto-Tre Regni di Corea, Baekje gradualmente guadagnò il controllo sulle tribù Mahan.

### Espansione
Durante il regno di Re Goi (234–286), Baekje divenne un fiorente regno, continuando a consolidarsi nella confederazione Mahan. Nel 249, come riportato negli annali giapponesi Nihonshoki, l'espansione di Baekje raggiunse la confederazione di Gaya ad est, nella valle del fiume Nakdong. Baekje venne descritto per la prima volta come un vero e proprio regno negli annali storici cinesi del 345.
Re Geunchogo (346–375) espanse il proprio territorio a nord in seguito ad una guerra contro Goguryeo, ed annesse i restanti possedimenti Mahan del sud. In quel periodo, i territori di Baekje includevano la maggior parte dell'ovest della penisola coreana (eccetto le due province di Pyeongan). Nel 371, le armate di Re Geunchogo sconfissero quelle di Goguryeo a Pyongyang. Nel periodo successivo, Baekje continuò gli scambi commerciali con Goguryeo, e adottò attivamente la cultura e la tecnologia cinese. Il Buddhismo divenne la religione ufficiale dello stato nel 384.
Baekje divenne anche una potenza navale e coltivò relazioni di buona vicinanza con i regnanti del periodo Yamato del Giappone, a cui trasmisero le proprie influenze culturali. La lingua cinese scritta, il Buddhismo, tecniche per la manifattura del vasellame, le cerimonie funebri, e altri aspetti culturali furono introdotti da aristocratici, artigiani, studiosi e monaci di Baekje alla corte di Yamato.
Durante questo periodo, il bacino del fiume Han rimase il cuore del paese.

### Il periodo Ungjin
La capitale dello stato di Baekje fu trasferita ad Ungjin (l'odierna Gongju), nel periodo che va dal 475 al 538.
Nel V secolo, Baekje si ritirò a sud dopo aver stipulato un trattato militare con Goguryeo che, nel 475, conquistò la regione di Seul. Baekje spostò la propria capitale a sud di Ungjin, in una zona isolata tra le montagne, al riparo dagli attacchi da nord ma anche scollegata dal resto del mondo. Era più vicino a Silla di quanto fosse Wiryeseong, tuttavia, fu forgiata un'alleanza tra Silla e Baekje contro Goguryeo.
La maggior parte delle mappe del periodo dei Tre Regni mostra che Baekje occupava le odierne province di Chungcheong e Jeolla, il cuore del paese nel periodo Ungjin e Sabi.

### Il periodo Sabi
Nel 538, Re Seong spostò la capitale a Sabi, nell'odierna contea di Buyeo, ricostruendo il proprio regno e realizzando uno stato più forte. Da quel tempo, il nome ufficiale del paese fu Nambuyeo ("A Sud di Buyeo"), in riferimento allo stato di Buyeo dal quale Baekje tracciava le proprie origini. Il periodo Sabi testimoniò il fiorire della cultura Baekje, di pari passo con la crescita del Buddhismo.
Seong cercò di rafforzare le relazioni tra Baekje e la Cina. La posizione di Sabi, sul fiume navigabile Geum, rese più semplice il contatto con la Cina, e sia il commercio che la diplomazia fiorirono durante il VI ed il VII secolo. Questo periodo segnò anche l'inimicizia con Silla.
Nel VII secolo, con la crescita dell'influenza di Silla nel sud e nel centro della penisola coreana, Baekje iniziò il proprio declino.

### Caduta e movimento di restaurazione
Nel 660, le forze coalizzate di Silla e della dinastia Tang della Cina attaccarono Baekje. La capitale Sabi cadde e ci fu l'annessione di Baekje a Silla. Re Uija e suo figlio furono mandati in esilio in Cina, mentre alcuni membri della famiglia reale trovarono rifugio in Giappone.
Le forze di Baekje tentarono una breve lotta di restaurazione, ma si scontrarono contro le forze unite Silla-Tang che contavano 130.000 uomini e si dovettero accontentare dei territori della fortezza di Churyu, nel sud del paese. Il generale Gwisil Boksin proclamò il Principe Buyeo Pung nuovo sovrano di Baekje, cui fu dato il nome di Re Peung. Per liberare il resto del paese, Baekje richiese l'aiuto giapponese, e il principe reggente Naka no Ōe, che più tardi sarebbe diventato l'Imperatore Tenji, inviò in Corea una flotta condotta da Abe no Hirafu. Prima che le navi giapponesi arrivassero, si scontrarono con un contingente delle forze di Tang nella contea di Ungjin.
Nel 663, le forze terrestri di Baekje e la flotta navale giapponese unirono i loro sforzi per rompere l'assedio a cui le forze di Silla avevano sottoposto la fortezza di Churyu. La flotta giapponese si scontrò con quella cinese nella battaglia di Baekgang. La dinastia Tang mandò 7000 soldati e 170 navi, mentre i giapponesi potevano contare su una forza molto maggiore. Dopo cinque confronti navali che ebbero luogo nell'agosto del 663 vicino a Baekgang, la flotta dei Tang emerse vittoriosa, approfittando di essersi attestata alle foci del fiume Geum. Protetti dalla terraferma i cinesi approfittarono dello sbandamento del nemico, sfiancato dai ripetuti infruttuosi attacchi, e sbaragliarono le forze giapponesi. Le forze di Silla ebbero la meglio su quelle di Baekje, uscite dalla fortezza per sostenere l'attacco giapponese.
Questo evento pose fine al regno di Baekje ed alle mire espansionistiche giapponesi sulla penisola. Fu la più grande disfatta dei giapponesi di quell'era, e dimostrò l'impreparazione strategica e tecnica dei suoi comandanti militari.

## Struttura politica e Sociale
Baekje, ai tempi del regno di Re Goi era diventato uno stato centralizzato, il primo, probabilmente a stabilire la successione al trono patrilineare. Come la maggior parte delle monarchie, gran parte del potere era nelle mani dell'aristocrazia. Re Seong, per esempio, verso la metà del VI secolo, accrebbe il potere regale, ma dopo che fu sconfitto in una disastrosa campagna contro Silla, i nobili tolsero molto di quel potere a suo figlio.
Il clan degli Hae e quello dei Jin ebbero grande influenza sulla corte sin dalla fondazione di Baekje, generarono molte delle regine e si alternarono al potere per diverse generazioni. Gli Hae furono rimpiazzati dai Buyeo, e si ipotizza che entrambi i clan fossero discendenti delle dinastie reali dello stato di Buyeo e dello stato di Goguryeo. Gli otto clan, Sa, Yeon, Hyeop, Hae, Jin, Guk, Mok, e Baek, furono potenti nobili nell'era Sabi, e furono registrati negli annali cinesi come i Tongjeon.
Gli ufficiali del governo centrale erano divisi in sedici ranghi, i sei membri del rango principale formavano una sorta di gabinetto, il cui presidente veniva eletto ogni tre anni. Nel rango Sol, il primo (Jwapyeong) fino al sesto (Naesol) ufficiale erano comandanti politici, amministrativi e militari. Nel rango Deok, dal settimo (Jangdeok) fino all'undicesimo (Daedeok) ufficiale potevano aver comandi negli altri campi della vita sociale. Gli ufficiali Mundok, Mudok, Jwagun, Jinmu e Geuku, dal dodicesimo al sedicesimo rango, potevano accedere agli impieghi dell'amministrazione militare. Gli ufficiali nel rango Sol si vestivano di viola, quelli del rango Deok in rosso, e quelli del Mundok e minori vestivano in blu.
Secondo il Samguk Yusa, durante il periodo Sabi, il primo ministro (Jaesang) di Baekje veniva scelto con un metodo singolare. I nomi dei candidati venivano posti sotto una roccia (Cheonjeongdae) vicino al tempio di Hoamsa, e dopo alcuni giorni la roccia veniva mossa e il candidato il cui nome aveva un certo marchio veniva scelto come nuovo capo dei ministri. Dette fonti non precisano se questa fosse una selezione tra molti o solo tra una ristretta cerchia di candidati.

## Lingua e cultura
Baekje fu fondato da immigrati di Goguryeo che parlavano una lingua Buyeo, un ipotetico gruppo che legava le lingue di Gojoseon, Buyeo, Goguryeo, Baekje, e il primo giapponese. Gli indigeni Samhan, immigrati in un'ondata primitiva dalla stessa regione, probabilmente parlavano una varietà di dialetti della stessa lingua.
Gli artisti Baekje adottarono molte influenze cinesi e le sintetizzarono in un'unica tradizione. I temi Buddhisti sono estremamente importanti nell'arte Baekje. Il caratteristico "Sorriso di Baekje", raffigurato in molte delle sculture Buddiste ritrovate nella zona, esprime il calore tipico dell'arte locale. In altri ritrovamenti sono evidenti anche l'influenza Taoista ed altre di provenienza cinese. Artigiani cinesi furono inviati nel regno dalla dinastia Liang nel 541, e questo accrebbe l'influenza cinese nel periodo Sabi.
La tomba di Re Muryeong (501 – 523), la cui architettura prende a modello quella delle tombe cinesi in mattoni ed è considerata tipica del periodo Ungjin, contiene alcuni oggetti importati dalla Cina ed altri paramenti funerari della tradizione di Baekje, come corone, cinture ed orecchini d'oro ed altri ornamenti. Le cerimonie funerarie e le tombe furono eseguite secondo un modello sviluppato da Baekje.

I delicati disegni a forma di fior di loto delle tegole del tetto, intricati incroci di mattoni, lo stile della curvatura del vasellame, e lo scorrevole carattere della scrittura degli epitaffi caratterizzano la cultura Baekje. Le sculture Buddiste e la raffinata pagoda riflettono la creatività ispirata dalla religione. Una splendida teca in bronzo dove veniva bruciato l'incenso, ritrovata negli scavi di un antico tempio buddista a Neungsan-ri, nell'odierna zona della contea di Buyeo, denota la bellezza dell'arte di Baekje. 

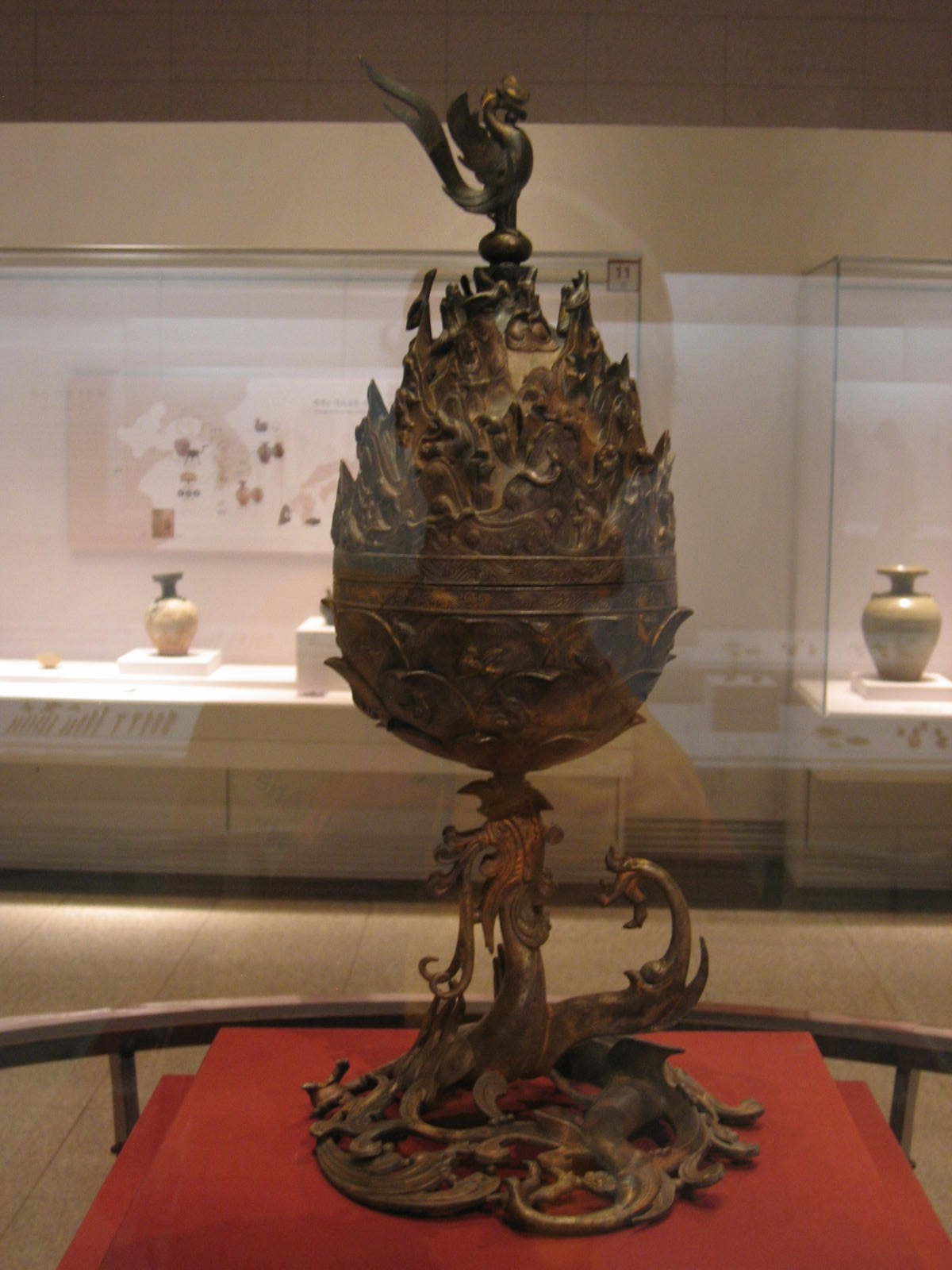
Porta incensi in bronzo tipico dell'arte Baekje

Poco si conosce della musica di Baekje, se non che alcuni musicisti locali furono mandati come tributo in missione in Cina nel corso del VII secolo, a promuovere una distinta tradizione musicale.

## Relazioni internazionali

### Relazioni con la Cina
Nel 372, Re Geunchogo pagò un tributo alla dinastia cinese di Jìn, localizzata nel bacino del fiume Yangtze. Dopo la caduta della dinastia Jin e lo stabilirsi al potere della dinastia Liu Song nel 420, Baekje mandò inviati alla ricerca di novità culturali e tecnologiche.
Nel 472, Baekje mandò per la prima volta un inviato anche alle dinastie del Nord, e Re Gaero chiese aiuto militare per attaccare Goguryeo. I re Muryeong e Seong mandarono inviati alla dinastia Liang diverse volte e ricevettero in cambio titoli nobiliari che riconoscevano loro lo status di monarchi. La Tomba del Re Muryeong è costruita con mattoni come quelle in stile Liang.

### Relazioni con il Giappone
Per proteggersi dalla pressione militare di Goguryeo e Silla, Baekje stabilì strette relazioni con il regno giapponese di Wa. Stando agli annali coreani Samguk Sagi, nel 397 Re Asin mandò suo figlio Jeonji come ostaggio in Giappone, che in cambio offrì aiuto militare. Le Cronache dei tre regni e gli Eventi memorabili dei tre regni citano i regali di Baekje ai sovrani Yamato e definiscono i nobili del regno coreano come influenti dignitari alla corte di Wa, in grado di diffondere l'influenza del regno di Baekje sul Giappone assicurando la continuazione dell'alleanza tra i due paesi. Al tempo dell'Imperatore Yomei, fu l'impresa Kongō Gumi di Baekje a costruire il tempio buddista di Hōryū-ji. Si sa anche che Muryeng, il venticinquesimo re di Baekje, nacque in Giappone.
L'influenza di Baekje sulla cultura giapponese durante il periodo Yamato fu argomento di controversia tra gli storiografi dei due paesi. Secondo alcune fonti coreane, pare che Yamato fosse una colonia di Baekje, mentre altre fonti giapponesi affermano il contrario.
Il nome del "grande ministro giapponese" (Ōomi?) Soga no Koma (蘇我高麗) ha in comune il carattere cinese con il regno di Goguryeo (高麗). Suo figlio, il potente Ōomi Soga no Iname fu il responsabile dell'adozione come religione del Buddhismo alla corte di Yamato, giunto nel paese soprattutto da Baekje. Il nome di Koma potrebbe anche essere un riferimento ai reali dei castelli di Baekje, chiamati "Goma" o Koma. Il padre di Soga no Koma fu Soga no Karako (蘇我韓子), in cui l'ideogramma Kara viene tuttora usato per indicare la Corea. Altri nomi dei membri del clan Soga implicano origini coreane, tra i quali quello dello zio di Karako, Kose no O Kara Sukune (巨勢雄柄宿禰), in cui O-Kara significa Re della Corea in giapponese. Soga no Emishi, nipote di Soga no Koma, provò a prendere il trono imperiale, ma fu assassinato nel 645. I Kojiki, i più antichi testi sulla storia del Giappone, risalgono al 680 e furono tratti dai racconti orali del Kujiki, che furono distrutti dal fuoco, e la cui prefazione era stata scritta da Soga no Umako nel 620. È ipotizzabile che gli autori del fatto siano stati membri del clan Nakatomi, i tradizionalisti giapponesi che sostituirono i Soga al vertice della gerarchia nobiliare, e che volessero così "pulire la storia" cancellando l'origine coreana dei Soga e la loro parentela con gli imperatori. Dall'attentato del 645 alla caduta di Baekje nel 660 passarono solo 15 anni, e il rapporto tra i due paesi ebbe così un tracollo molto rapido.
Studenti giapponesi andarono a Bekje per apprendere l'educazione e la cultura, mentre architetti, scultori, artigiani vasai e altri immigranti provenienti da Baekje andarono in Giappone e contribuirono allo sviluppo della cultura locale, della religione e della tecnologia. Aiutarono a diffondere la scrittura con i caratteri cinesi, che in Giappone sono chiamati kanji.
Alcuni membri della nobiltà di Baekje scapparono in Giappone anche prima che il loro regno fosse sconfitto. Secondo lo Shoku Nihongi, Takano no Niigasa, la madre dell'Imperatore Kammu del Giappone, apparteneva alla stirpe di Muryeong di Baekje (462 – 523).
Nel 663, dopo la caduta di Baekje, il Giappone mandò il generale Abe no Hirafu con ventimila uomini di truppa e mille navi a riprendere Baekje con Buyeo Pung (conosciuto in giapponese come Hōshō), un figlio di Uija di Baekje che era stato nominato nuovo sovrano dai rivoltosi di baekje e che era rifugiato in Giappone. Verso l'agosto del 661, 10.000 soldati e 170 navi, comandate da Abe no Hirafu, arrivarono. Flotte addizionali di rinforzo dal Giappone, una che contava su 27.000 soldati comandata da Kamitsukeno no Kimi Wakako e una con 10.00 soldati condotta da Iohara no Kimi, arrivarono a Baekje nel 662. Si giunse allo scontro con la flotta cinese nella battaglia di Baekgang, che segnò la sconfitta più schiacciante dell'antico Giappone. Solo la metà delle truppe fu in grado di tornare e, secondo il Nihonshoki, 400 navi giapponesi furono perse in battaglia. L'armata giapponese si ritirò portando con sé molti profughi di Baekje, tra i quali il fratello più giovane di Buyeo Pung, Zenkō (善光 禅広) al quale fu dato il nome giapponese Kudara no Konikishi (百濟王) dall'Imperatore del Giappone.

## Rifondazione e crollo definitivo
Baekje fu brevemente rifondato, col nome di Hubaekje (Baekje posteriore) nel periodo detto dei tre Regni Posteriori di Corea, dopo il crollo del regno di Silla. Istituito nell'892 dal generale Gyeon Hwon nel Wansan, l'odierno Jeonju, Hubaekje fu smantellato nel 936 dal Re Taejo di Goryeo.
Nell'attuale Corea del sud-ovest, i siti di Baekje sono spesso simbolo della cultura locale, specialmente nelle province di Chungnam e Jeolla. L'Urna brucia-incenso in bronzo è il simbolo della contea di Buyeo, mentre la scultura buddista su roccia del periodo Baekje di Seosan Maaesamjonbulsang è un simbolo importante di Seosan.

## La presenza di Baekje nel continente
Sebbene offrano versioni diverse, alcune fonti cinesi e coreane indicano che il territorio di Baekje includeva parti dell'attuale Cina.
Stando al Libro della Canzone, “Goguryeo venne per conquistare e occupare Liaodong, e Baekje venne per occupare Liaoxi (遼西) (nel moderno Tangshan, Hebei); il posto che fu governato da Baekje si chiamò distretto di Jinping, nell'omonima provincia.” Il Libro di Jin su Murong Huang, attesta che l'alleanza di Goguryeo, Baekje, e una tribù di Xianbei fecero azioni militari congiunte. Il Samguk Sagi attesta che queste battaglie avvennero durante il regno del Re Micheon di Goguryeo (309-331).
Secondo il Libro dei Liang, “durante il tempo della dinastia Jin (265-420), Goguryeo conquistò Liaodong, e Baekje occupò anche Liaoxi e Jinping, e stabilì le province di Baekje.”
Lo Zizhi Tongjian, compilato da Sima Guang (1019-1086) sulla dinastia dei Song (960-1279), attesta che nel 346, Baekje invase Buyeo, nella zona di Lushan, ed il suo popolo dovette rifugiarsi nello Yan. Quello fu il primo anno di regno del Re Geunchogo(346-375) a Baekje.
Il quasi contemporaneo testo del Libro di Qi, così come il tardo Zizhi Tongjian, attesta che un'armata del Wei del Nord (386-534), che comprendeva 100.000 cavalleggeri, attaccò Baekje ma fu sconfitta nel 488. Questo è confermato da alcuni scritti Samguk-sagi sul decimo anno del Re Dongseong che regnò in quell'anno. Poiché una tale armata non poteva aver viaggiato dal nord della Cina fino all'angolo a sud ovest della penisola coreana senza passare attraverso l'ostile e potente Goguryeo (sotto il regno di Jangsu di Goguryeo (413-491)), e senza essere registrato nelle cronache di quel tempo, i “Baekje” in quegli scritti devono riferirsi alla presenza di Baekje dall'altra parte di Goguryeo, nel Liaoxi.
Il libro di Qi registra anche che nel 495 il re di Baekje Dongseong richiese titolo onorario per i generali che respinsero l'attacco Wei. I titoli dati dalla corte dei Southern Qi portavano i nomi dei loro regni che suonavano come alcune aree Liaoxi, tipo Guangling, Qinghe, Chengyang, ecc.
La sezione riguardante i territori del libro di Mǎnzhōu Yuánliú Kǎo (满洲源流考, "Considerazioni sulle Origini di Manciù") dà anche un sommario dei territori di Baekje, ovviamente inclusa una porzione di Liaoxi:
()
Quando Baekje ebbe due capitali, una era nel “Liaoxi,” e l'altra nella provincia di "Joseon". Fu durante il regno dell'Imperatore Wu della dinastia Liang che Baekje spostò la capitale nel sud della penisola coreana.
Sia la vecchia che la nuova storia dei Tang dicono che i vecchi territori di Baekje furono spartiti tra Silla e Balhae. Se Baekje fosse stata limitata all'angolo sudovest della penisola, sarebbe stato impossibile per i Balhae occupare i territori di Baekje.
Lo storiografo Choi Chi-won (857-?) scrisse che “Goguryeo e Baekje all'apice del loro splendore ebbero eserciti formati da un milione di soldati, e invasero Wu e Yue nel sud e You, Yan, Qi, e Lu nel nord del principale territorio di Cina, recando gravi danni all'impero”.
Secondo questi scritti, Baekje deve aver tenuto la provincia di Liao-xi per più di cento anni.